# Guillaume de Saxe-Gotha-Altenbourg
Le prince Guillaume de Saxe-Gotha-Altenbourg (en allemand : Wilhelm Carl Christian von Sachsen-Gotha-Altenbourg; 12 mars 1701, Gotha - 31 mai 1771, Tonna) est un prince allemand de Saxe-Gotha-Altenbourg, une branche cadette de la Maison de Wettin. Il sert comme Feldzeugmeister dans les armées du Saint-Empire romain germanique.

## La famille
Il est le second fils survivant de Frédéric II de Saxe-Gotha-Altenbourg (1676-1732) et son épouse Madeleine-Augusta d'Anhalt-Zerbst (1679-1740), fille de Charles-Guillaume d'Anhalt-Zerbst. Le 17 mai 1750, il est l'un des trois parrains et marraines de Frédéric de Grande-Bretagne, fils cadet de sa jeune sœur Augusta de Saxe-Gotha-Altenbourg.

## Militaire de carrière
En 1734, il devient Generalwachtmeister dans les forces de l'empereur Charles VI, le commandant de deux régiments que son frère aîné Frédéric III de Saxe-Gotha-Altenbourg mène contre les français. En 1738, il devient Generalfeldmarschallleutnant et en 1750, Generalfeldzeugmeister. Il échoue deux fois à devenir Reichsgeneralfeldmarschall en 1753 et 1760 et peu après, démissionne de son poste de Generalfeldzeugmeister et s'installe à Tonna.

## Mariage
À Hambourg le 8 novembre 1742, il épouse Anna (1709-1758), fille de Christian-Auguste de Holstein-Gottorp et la tante de Catherine II de Russie. Ils n'ont pas d'enfants.